# Gianfranco Walsh
Gianfranco Walsh (* 8. November 1970 in Leicester, England) ist Ökonom und Direktor des Instituts für Marketing und Management an der Leibniz Universität Hannover. Walsh studierte Betriebswirtschaftslehre an der Leuphana Universität Lüneburg und Management Science an The University of Manchester Alliance Manchester Business School und schloss sein Studium 1998 ab. Im Jahr 2001 promovierte er an der Universität Hannover und wurde dort im Jahr 2004 bei Klaus-Peter Wiedmann habilitiert.
Von 2002 bis 2004 war er Assistenzprofessor am Marketing-Lehrstuhl der Universität Hannover und von 2004 bis 2006 Senior Lecturer am Department of Marketing der AACSB-akkreditierten Strathclyde Business School, Glasgow, Schottland. Anschließend war er ab 2006 Professor für Marketing und Electronic Retailing an der Universität Koblenz, bis er 2011 einem Ruf an die Friedrich-Schiller-Universität Jena folgte und dort einen Lehrstuhl für allgemeine Betriebswirtschaftslehre und Marketing erhielt. Diesen Lehrstuhl hatte er bis September 2021 inne. Weiterhin war Walsh Gastprofessor an der University of Strathclyde und Universität St. Gallen. Seit Herbst 2021 ist er Professor an der Leibniz-Universität Hannover, wo er das Institut für Marketing und Management leitet.
Er forscht schwerpunktmäßig zu Fragestellungen des E-Commerce sowie dem Dienstleistungsmanagement und -marketing, insbesondere dem Verhalten von Konsumenten und Dienstleistungsmitarbeitern in kommerziellen und medizinischen Dienstleistungskontexten. Er hat einen h-Index von 57.